# Route nationale 653
Pour les articles homonymes, voir Route 653.
La route nationale 653 ou RN 653 était une route nationale française reliant Laroquebrou à Fleurance. À la suite de la réforme de 1972, elle a été déclassée en RD 653 dans le Cantal et dans le Lot et en RD 953 en Tarn-et-Garonne et dans le Gers.

## Ancien tracé de Laroquebrou à Fleurance (D 653 & D 953)
- Laroquebrou
- Siran
- Sousceyrac
- Sénaillac-Latronquière
- Latronquière
- Lacapelle-Marival, où elle rejoignait la RN 140
- Assier
- Livernon
- Vers
- Lamagdelaine
- Laroque-des-Arcs
- Cahors, où elle rejoignait la RN 20
- Villesèque
- Saint-Pantaléon
- Saint-Daunès
- Montcuq
- Lauzerte
- Montbarla
- Valence
- Saint-Antoine
- Flamarens
- Miradoux
- L'Isle-Bouzon
- Saint-Clar
- Fleurance